# أوزينا (الطاوس)
أوزينا هو دُوَّار يقع بجماعة الطاوس، إقليم الرشيدية، جهة درعة تافيلالت في المملكة المغربية. ينتمي الدوّار لمشيخة الطاوس التي تضم 10 دواوير. يقدر عدد سكانه بـ 113 نسمة حسب الإحصاء الرسمي للسكان والسكنى لسنة 2004.

## روابط خارجية
- البوابة الوطنية للجماعات الترابية
- المندوبية السامية للتخطيط